# Anton Cizel
Anton Cizel, slovenski partizan in kmet, * 9. maj 1922, Piršenbreg  pri Brežicah, Kraljevina SHS, † 14. oktober 2021, Slovenija
Cizel je v drugi svetovni vojni služil kot partizan, pozneje pa je predsedoval lokalnemu Združenju borcev za vrednote NOB Brežice. Bil je zadnja priča povojnih zunajsodnih pobojev.

## Biografija

### Mladost
Anton Cizel se je rodil na Piršenbregu 9. maja 1922. Bil je najstarejši izmed petih otrok kmečke družine in katoliško vzgojen. Njegov oče je služil v gradbenem podjetju v Zagrebu, mama pa je bila kmetica. Cizel je leta 1937 končal Osnovno šolo Globoko, po končani šoli pa je delal kot kmet, tesar, zidar, pogosto je opravljal tudi razna dela v bližnjem Rudniku Globoko.

### 2. svetovna vojna
Po nemški invaziji na Kraljevino Jugoslavijo aprila 1941 so Cizlu in njegovemu bratu Milanu ponudili dve možnosti, ali se pridružit partizanom pod vodstvom Josipa Broza - Tita ali pa oditi k Nemcem na rusko fronto. Cizel je opravil nemško vojaško usposabljanje, vendar se je odločil za partizane, prav tako tudi njegov brat. Njun oče se je prav tako pridružil partizanom, medtem ko so okupatorji zaprli mamo, njenega mlajšega sina pa so poslali v Nemčijo. Kot partizane so jih veliko učili o marksizmu, Stalinu, Leninu in Titu. Cizel je pri partizanih preživel spopade z Nemci in je ranjene moral na ramenih nositi v bolnišnico. S partizani je bil skoraj vsak dan na terenu, bil je tudi na odpravah, ko so kradli po trgovinah, večkrat pa je spal skupaj s soborci po gozdovih. Njegov brat Milan Cizel, ki je prav tako služil kot partizan, je 17-leten padel v Savinjski dolini. 

### Kasnejše življenje
Po koncu vojne leta 1945 je bil Cizel postavljen za partizanskega voznika in stražarja. Pod vodstvom komunistov je vozil ujetnike na morišča, predvsem iz Teharij v Hudo Jamo in Mostec. Ti spomini so ga zaznamovali za vedno, saj je bil priča pobijanju, kar je obžaloval in dolga leta zadržal zase. Oktobra 1945 je Cizel zapustil partizane ter se pet let pozneje poročil in se preselil na ženinino kmetijo v svojem domačem kraju. Kmalu sta se mu rodila dva otroka, sin Milan in hčerka Anica. Nato je Cizel dolga leta predsedoval lokalni Zvezi borcev v Brežicah, ki mu je podelila priznanja, še naprej pa se je doma ukvarjal tudi s kmetijstvom. Bil je tudi dolgoletni cerkveni ključar (do leta 2003) pol kilometra oddaljene cerkve sv. Barbare v Blatnem, pri kateri je sodeloval tudi pri vseh obnovitvenih delih. Žena mu je umrla 9. junija 2007.

### Nastop v oddajiPričevalci
Septembra 2021 je Cizel, po več letih molka, v intervjuju oddaje Pričevalci voditelja Jožeta Možine spregovoril o izvensodnih povojnih pobojih. V intervjuju je dejal, da po več kot sedemdesetih letih še vedno sliši jok in vpitje žrtev z morišča, in pokazal težo travme, ki jo je nosil. Med drugim je Cizel odločno obsodil Edvarda Kardelja in Borisa Kidrića ter povedal, da ti poboji predstavljajo strašno breme, ko pa ga je Možina vprašal, kdo je te poboje vodil, je Cizel odgovoril: »Vse so vodili komunisti. Glavna je bila Partija.«
V intervjuju je Cizel poleg izpovedi, da je bilo med žrtvami tudi veliko mladih žensk in otrok, razložil tudi potek pobijanja, ki mu je bil priča: »Prijeli so lahko kogar koli, kriv ali ne kriv. Žrtve ni nihče zasliševali ali jim sodil. Samo pobili so jih, šus. In to je strašno boleče.«
Jože Možina je poročal o težavah na RTV-ju zaradi intervjuja s Cizlom v oddaji Moja zgodba na Radiu Ognjišče.

### Smrt
Anton Cizel je umrl 14. oktobra 2021, v starosti 99 in pol let, en mesec po svojem intervjuju. Novico o njegovi smrti je na družbenem omrežju Twitter objavil voditelj intervjuja Jože Možina, ki je pri tem zapisal: »Žalostna vest – poslovil se je veliki Pričevalec povojnih pomorov partizan Cizel, poslovil se je mirno, spravljen z Bogom in ljudmi, potem ko je izpovedal resnico. Hvaležni za njegovo iskrenost in pogum bomo neprecenljivo pričevanje ponovili v novembru na TVS1«.